# La Cellette (Creuse)
 La Cellette  es una comuna (municipio) de Francia, en la región de Lemosín, departamento de Creuse, en el distrito de Guéret y cantón de Châtelus-Malvaleix.
Su población en el censo de 1999 era de 283 habitantes.
Está integrada en la Communauté de communes de Marche Avenir.

## Demografía
| 176 | 201 | 181 | 159 | 147 | 143 |
| Para los censos de 1962 a 1999 la población legal corresponde a la población sin duplicidades (Fuente: INSEE [Consultar]) |     |     |     |     |     |